# New York Jets 1972
La stagione 1972 dei New York Jets è stata la terza della franchigia nella National Football League, la 13ª complessiva. La stella Joe Namath riuscì a disputare una stagione completa per la prima volta in tre anni ma il resto della squadra fu decimato dagli infortuni e dopo una partenza positiva, il club chiuse con un bilancio di 7–7.
I Jets detengono la distinzione di essere stata l'ultima squadra della NFL a disputare una partita contro una squadra di un'altra lega. Durante la pre-stagione 1972, una formazione composta da rookie dei Jets sconfisse i Long Island Chiefs della Seaboard Football League 29–3.

## Calendario

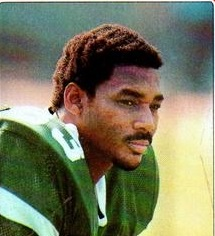
Jerome Barkum fu scelto dai New York Jets come nono assoluto nel Draft NFL 1972

| Stagione regolare | Stagione regolare       | Stagione regolare | Stagione regolare               |
| Turno             | Avversario              | Risultato         | Stadio                          |
| ----------------- | ----------------------- | ----------------- | ------------------------------- |
| 1                 | at Buffalo Bills        | V 41–24           | War Memorial Stadium            |
| 2                 | at Baltimore Colts      | V 44–34           | Memorial Stadium                |
| 3                 | at Houston Oilers       | S 26–20           | Astrodome                       |
| 4                 | Miami Dolphins          | S 27–17           | Shea Stadium                    |
| 5                 | at New England Patriots | V 41–13           | Schaefer Stadium                |
| 6                 | Baltimore Colts         | V 24–20           | Shea Stadium                    |
| 7                 | New England Patriots    | V 34–10           | Shea Stadium                    |
| 8                 | Washington Redskins     | S 35–17           | Shea Stadium                    |
| 9                 | Buffalo Bills           | V 41–3            | Shea Stadium                    |
| 10                | at Miami Dolphins       | S 28–24           | Miami Orange Bowl               |
| 11                | at Detroit Lions        | S 37–20           | Tiger Stadium                   |
| 12                | New Orleans Saints      | V 18–17           | Shea Stadium                    |
| 13                | at Oakland Raiders      | S 24–16           | Oakland–Alameda County Coliseum |
| 14                | Cleveland Browns        | S 26–10           | Shea Stadium                    |

## Classifiche
| AFC East             | AFC East | AFC East | AFC East | AFC East | AFC East | AFC East | AFC East | AFC East | AFC East |
|                      | V        | S        | P        | %        | DIV      | CONF     | PF       | PS       | STR      |
| -------------------- | -------- | -------- | -------- | -------- | -------- | -------- | -------- | -------- | -------- |
| Miami Dolphins       | 14       | 0        | 0        | 1.000    | 8–0      | 11–0     | 385      | 171      | V14      |
| New York Jets        | 7        | 7        | 0        | .500     | 6–2      | 6–5      | 367      | 324      | S2       |
| Baltimore Colts      | 5        | 9        | 0        | .357     | 4–4      | 5–6      | 235      | 252      | S2       |
| Buffalo Bills        | 4        | 9        | 1        | .321     | 2–6      | 2–9      | 257      | 377      | V1       |
| New England Patriots | 3        | 11       | 0        | .214     | 0–8      | 0–11     | 192      | 446      | S1       |